# Prölsdorf
Prölsdorf ist ein Gemeindeteil der Gemeinde Rauhenebrach im unterfränkischen Landkreis Haßberge in Bayern.

## Geographie
Prölsdorf liegt im Norden des Steigerwaldes im Tal der Rauhen Ebrach, eines linken Zuflusses der Regnitz, auf 294 m ü. NHN. Die Staatsstraße 2274 verbindet Prölsdorf mit dem etwa 5,5 Kilometer entfernten Gemeindehauptort Untersteinbach, die Staatsstraße 2279 stellt eine Verbindung zur oberfränkischen Gemeinde Schönbrunn im Steigerwald her. Zudem verläuft die Kreisstraße HAS 24 durch den Ort. Die nächstgelegenen Ortschaften sind Falsbrunn (1,9 km nordwestlich), Halbersdorf (0,8 km südöstlich) und Spielhof (1,4 km nordöstlich).

## Geschichte
Prölsdorf wurde im Jahr 1116 erstmals urkundlich erwähnt. Der slawisch-deutsche Ortsname geht auf den Personennamen Prel`ub zurück. Vermutlich wurde der Ort im 8. oder 9. Jahrhundert durch slawische Siedler, die an der Rodung am Nordrand des Steigerwaldes beteiligt waren, gegründet. Das zum Hochstift Würzburg gehörende Amt Prölsdorf bestand bis 1802. Im Jahr 1777 wurde Prölsdorf durch Adam Friedrich von Seinsheim das Marktrecht verliehen, damit durften vier Jahrmärkte und zwei Viehmärkte abgehalten werden.
Der Markt Prölsdorf wurde am 1. Mai 1978 im Zuge der Gebietsreform in Bayern nach Rauhenebrach eingemeindet.

## Religion
Die auf einer Anhöhe gelegene Kirche St. Sebastian wurde 1766 im barocken Stil errichtet. Eine Pfarrei besteht in Prölsdorf mindestens seit dem Jahr 1244. Seit 1985 gehört Prölsdorf der Pfarreiengemeinschaft Heilig Geist Rauhenebrach an.

## Kultur
Über die Gemeindegrenzen hinaus bekannt ist der Ort durch das Musikfestival Krach am Bach. In der Liste der Baudenkmäler in Rauhenebrach sind für Prölsdorf elf Baudenkmäler aufgeführt.

## Persönlichkeiten
- Johann Philipp von Gregel (1750–1841), Geistlicher, Kirchenrechtler und Bibliothekar
- Nikolaus Aumüller (ca. 1775–1856), Bürgermeister von Prölsdorf und Mitglied der Bayerischen Abgeordnetenkammer